# باول ماكنزي (لاعب كرة قدم)
باول ماكنزي (بالإنجليزية: Paul McKenzie)‏ هو مدرب كرة قدم ولاعب كرة قدم بريطاني في مركز الدفاع، ولد في 22 سبتمبر 1964 في غلاسكو في المملكة المتحدة. لعب مع نادي آير يونايتد.